# 아바카 칸

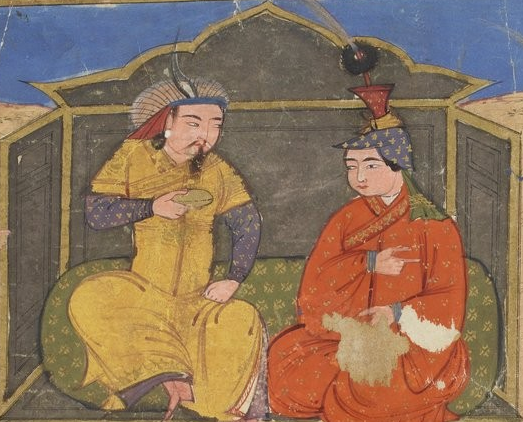
아바카 칸과 도르지 카툰

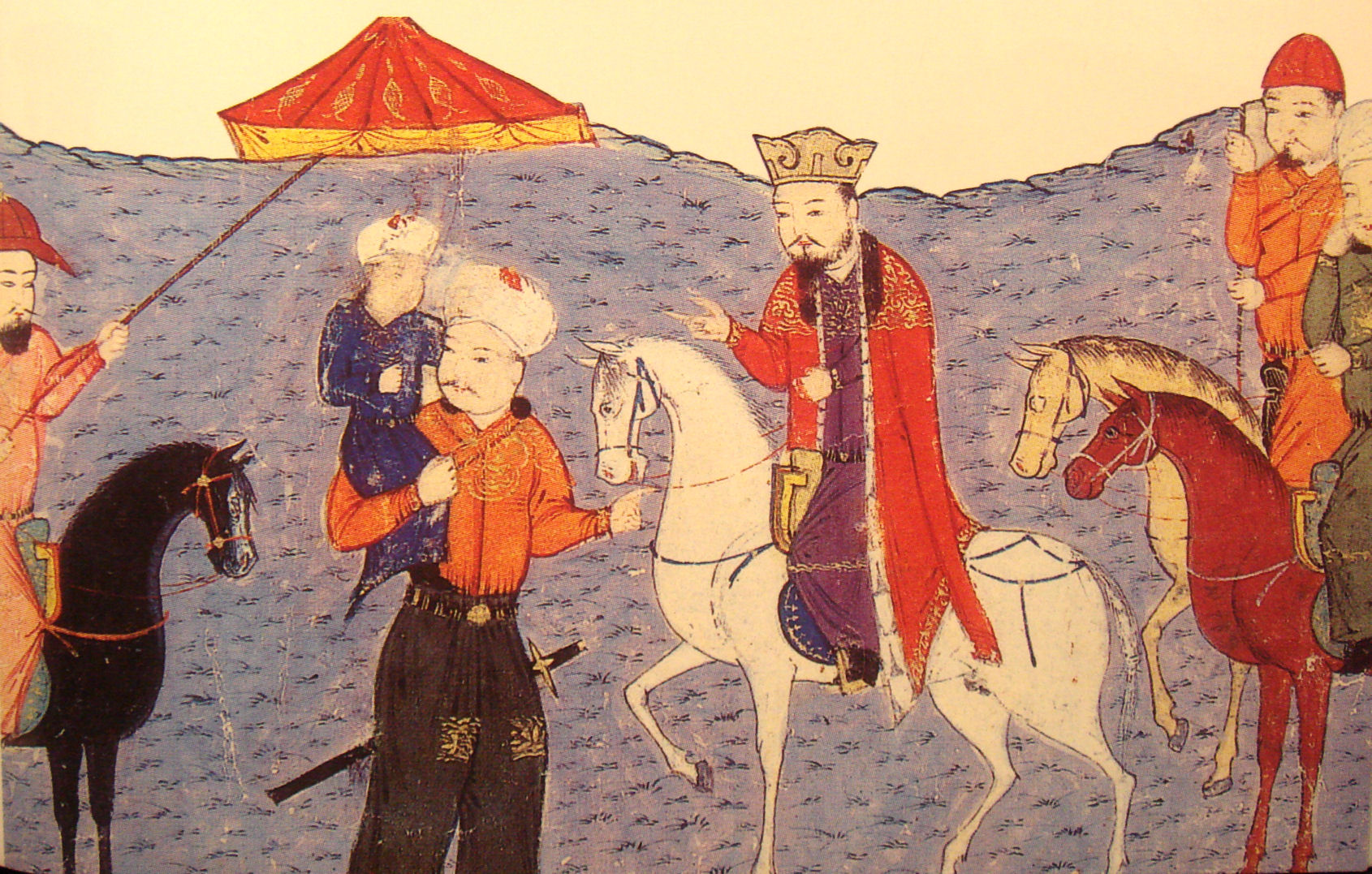

아바카 칸(Abaqa Khan, ᠠᠪᠠᠭ᠎ᠠ
ᠬᠠᠨ 1234년 ~ 1282년)은 일 한국의 제 2대 칸(재위 : 1265년 - 1282년)이다. 훌라구 칸과 예순킨 하툰의 아들이다. 계모는 도쿠즈 하툰이다. 그는 형제 테쿠데르 칸에 의해 계승되었는데 아바카의 치세는 몽골 제국 내의 내전으로 메워졌다.
아바카는 시리아의 홈스에 침입을 2차 시도하였으나 성공적이지 못하였다.
사실 일 한국 왕조는 1260년 이후 훌라구, 아바카 등은 킵차크 한국과 아제르바이잔 지역에서 차가타이 한국과는 호라산 지역의 국경지역 분쟁에 신경을 썼기에 바이바르스가 지배하던 시리아 국경지역 침공에는 후속 대책만이 되풀이되었다.
쿠빌라이와 아리쿠브케의 제위계승분쟁 후에도 몽골제국 자체, 왕가간의 분쟁이 장기화가 계속되어 제국 전체에 의한 군사행동이 불가능하게 된 것도, 몽골 측에 있어 시리아에 있던 잃어버린 영토 탈환의 기회가 사라지게 된 근본적인 원인이었다.
더 넓게 본다면 서방에게 있어 몽골제국의 끊임없는 확대가 정지된 것이 아인잘루트 전투가 있던 1260년때인 것이 확인되고 있어 그 의미가 매우 상징적인 전투라 할 수 있다.
훌라구는 1265년 죽었고 아들 아바카 칸이 그의 뒤를 이었다.
바락과 카이두의 강화는 체결되었지만 바락은 이 강화에 만족하지 못했다. 그는 부하라를 재정복하려 했으며 사마르칸트를 약탈하려고도 했다. 카이두는 바락의 이러한 불만을 이용하여 바락에게 아바카가 다스리고 있는 일 한국을 공격할 것을 종용했다.
바락은 이 제의에 쉽게 응하여 일 한국을 공격할 준비에 나섰다. 이에 카이두는 자신의 아들인 차파르가 이끄는 군대를 지원했으며 킵차크 한국 역시 군대를 지원했다. 킵차크 칸국과 카이두의 지원을 받은 바락은 아바카 휘하의 장수인 테구데르에게 반란을 일으키게 한 뒤 군대를 일으켜 호라산에서 일 칸국의 군대를 격파했다.
하지만 킵차크 칸국과 카이두는 바락의 성공을 탐탁지 않게 여기고 있었다. 이 때문에 킵차크 한국 군대는 바락 휘하의 장군인 자라일타이(Jalayirtai)와의 언쟁을 구실삼아 군대를 퇴각시켰다. 바락은 자라일타이를 보내 킵차크 한국 군대에 용서를 구하고 복귀할 것을 설득했지만 허사였다. 킵차크 한국의 군대가 떠나자 카이두가 보낸 차파르 역시 자신의 군대를 버리고 본국으로 도망가버렸다.
차파르가 도망오자 카이두는 아예 바락과의 관계를 끊고 아바카와 우호관계를 맺었다. 설상가상으로 1270년, 바락의 군대는 아바카와의 전투에서 대패를 당했고 바락은 부상을 입었다.
| 전임 훌라구 | 제2대 일한국의 칸 1265년 - 1282년 | 후임 테쿠데르 |